# Nicolae Todoran
Nicolae Todoran (n. 1853, Chesler – d. 1928, Cetatea de Baltă) a fost un deputat în Marea Adunare Națională de la Alba Iulia, organismul legislativ reprezentativ al „tuturor românilor din Transilvania, Banat și Țara Ungurească”, cel care a adoptat hotărârea privind Unirea Transilvaniei cu România, la 1 decembrie 1918.

## Biografie
Nicolae Todoran a fost preot la parohia ortodoxă din Cetatea de Baltă, de unde a fost ridicat la rangul de protopop de Târnava. A participat la Garda Națională Română din Cetatea de Baltă. După 1918, Nicolae Todoran a rămas la rangul de protopop.